# Hernicourt
Hernicourt település Franciaországban, Pas-de-Calais megyében. Lakosainak száma 513 fő (2022. január 1.). Hernicourt Hestrus, Monchy-Cayeux, Pierremont, Troisvaux, Wavrans-sur-Ternoise, Conteville-en-Ternois, Croix-en-Ternois, Fleury és Gauchin-Verloingt községekkel határos.

## Népesség
A település népességének változása:
| Lakosok száma | 532  | 550  | 564  | 567  | 565  | 565  | 548  | 530  | 513  |
|               | 2013 | 2015 | 2016 | 2017 | 2018 | 2019 | 2020 | 2021 | 2022 |